# Tinea argodelta
Tinea argodelta är en fjärilsart som beskrevs av Edward Meyrick 1915. Tinea argodelta ingår i släktet Tinea och familjen äkta malar. Inga underarter finns listade i Catalogue of Life.